# Per Wästberg
Per Wästberg (Estocolmo, 1933) é um escritor e crítico literário sueco.

Foi redator-chefe do jornal diário Dagens Nyheter em 1976-1982. Foi presidente do PEN CLUBE International em 1979-1986. É membro da Academia Sueca desde 1997.

Iniciou a sua carreira literária com vários romances cuja ação era passada em Estocolmo. Depois de uma viagem por África, redigiu reportagens e compilou antologias sobre o continente africano, com destaque para a luta contra o apartheid na África do Sul. Também escreveu poesia lírica.

## Academia Sueca
Per Wästberg ocupa a cadeira 12 da Academia Sueca, desde 1997.

## Obras do autor
- Halva kungariket (1955)[5]
- Förbjudet område  (1960)[6]
- Minnets stigar (2001)[3]
- Vattenslottet (1968)[4]
- Luftburen (1969)[4]
- Jormånen (1972)[4]
- Eldens skugga (1986)[4]
- Ljusets hjärta  (1991)[4]